# Johanna Elsig
Johanna Elsig est une footballeuse allemande, né le 1er novembre 1992 à Düren. Elle évolue au poste de défenseur.

## Palmarès
- Vice-championne d'Allemagne en 2013 avec le FFC Turbine Potsdam
- Vainqueur de la Coupe d'Allemagne en 2013 avec le FFC Turbine Potsdam